# Fritztal
Das Fritztal, das Tal des Fritzbachs, eines östlichen Zubringerbaches der Salzach, ist eine Region in Salzburg. Es stellt die Verbindung zwischen Salzachpongau und Ennspongau dar. Das Tal des Oberlaufs wird Schattbachtal oder auch Oberfritztal genannt.

## Geographie

### Lage und Landschaft
Die Region wird teils eigenständig behandelt, teils auch als Teil des Ennspongaues gesehen, und liegt in den Fritztaler Bergen der Salzburger Schieferalpen. Der Unterlauf gehört auch zur Region Tennengebirge, der Oberlauf zum Dachsteinmassiv, an dessen Südabdachungen der Ursprung liegt.
Das Fritztal umfasst die Gemeinden Hüttau und Eben im Pongau, das Ende des Tals liegt im Gemeindegebiet von Bischofshofen und Pfarrwerfen, das Oberfritztal reicht von Eben in das Gemeindegebiet von Filzmoos.

### Lauf des Fritzbachs
Der Lauf des Fritzbachs beginnt südlich der Bischofsmütze, im Raum der Wühreralm/Aualm (Wöherhütte, 1300 m ü. A. ⊙), unterhalb der Hofpürglhütte, in der Gegend von Filzmoos. Er fließt erst in Südost-, dann in Ost-West-Richtung über 30 km zur Salzach.
Der Oberlauf liegt an den südlichen Randlagen des Dachsteinmassivs, zwischen Gerzkopf im Norden und Roßbrandmassiv im Süden. Hier liegen die Ortschaften Neuberg (Gemeinde Filzmoos) und Schattbach (Gemeinde Eben), mit dem Schattbach von rechts einmündend. An Eben (Gemeinde Eben im Pongau) nördlich vorbei passiert er die Öffnung in das Altenmarkter Becken.
Als enges Tal fließt er dann zwischen Gerzkopf und dann Tennengebirge im Norden und Hochgründeck im Süden an Niedernfritz, Hüttau (697 m ü. A.) und Pöham (610 m ü. A.) vorbei und bildet dann etwa die Gemeindegrenze von Bischofshofen zu Pfarrwerfen.
Wichtige Nebenbäche in diesem Abschnitt sind St. Martinsbach rechts von St. Martin bei Niedernfritz, Iglsbach links vom Hochgründeck und Larzenbach rechts vom Tennengebirge, beide bei Hüttau.
Der Fritzbach mündet nördlich von Bischofshofen (549 m ü. A.), bei Kreuzberg, in die Salzach.
Die mittlere Durchflussmenge des Fritzbachs beläuft sich an der Mündung bei Kreuzbergmauth auf 4,2 m³/s.

### Nachbarregionen
Regionalplanerische Nachbarregionen und Gebirgsgruppen:
|                            | Tennengebirge (TR) Lammertal (PR) (RV)      |                                            |
| Unterer Salzachpongau (PR) | Kompassrose, die auf Nachbargemeinden zeigt | Dachstein (D.) Steirisches Ennstal (Stmk.) |
| Oberer Salzachpongau (PR)  | Ennspongau (PR)                             |                                            |

(Stmk.) Tourismusregion Schladming–Dachstein

## Geologie
Das Fritztal bildet – abgesehen vom Quelltal – genau die Nordgrenze der Schieferalpen bzw. Grauwackenzone gegen die Werfener Schichten (Schiefer, Kalk und Quarzit der Untertrias, Haselgebirge und Präbichl-Formation des Perm). Nur am Gasthofberg oberhalb Eben, und bei Hüttau lässt der Fritzbach jeweils ein Stück im Norden liegen, und an der Mündung schneidet er durch die Werfener Serie – die sich etwas südlich anschließend im Mühlbachtal am Hochkönigstock weiter gegen Westen zieht – und pleistozäne Schotterbänke.
Durch seine Lage an der Grenze von Grauwacke ist die Gegend rohstoffreich, bedeutend war der Hüttauer Kupferbergbau, anfangs am Iglsbach, schon ab dem 13. Jahrhundert am Larzenbach.

## Geschichte

### Namenkunde
Herkunft und Bedeutung des Bestandteils fritz- sind unbekannt, aber mit Sicherheit vorbajuwarisch. Karantanisches protoslowenisch (die Linie Gastein–Dachstein–Windischgarsten markiert die überlieferte Nordwestgrenze), aber auch ältere Wurzeln wie romanisch (als Verkehrsachse) oder keltisch (Hallstattkultur findet sich auch im Salzachtal) wären möglich. Es wurde sogar von „indogermanisch-voreinzelsprachlich (alteuropäisch)“ gesprochen.

### Siedlungsgeschichte
1074 schenkte Erzbischof Gebhard das Fritztal der Salzburger Ausgründung Stift Admont.

## Verkehr
Das Fritztal bildet eine der Hauptverkehrsachsen des Landes Salzburgs und des zentralen inneralpinen Raumes Österreichs. Im Tal verlaufen:
- die Tauernautobahn (A 10, E 561) vom Knoten Bischofshofen der B 111 Pinzgauer Straße bis zum Knoten Eben mit der B 320 Ennstal Straße ins Steirische Ennstal und Richtung Graz, die A 10 über den Tauerntunnel in den Lungau und Katschbergtunnel Richtung Villach in den Süden Österreichs
- parallel führt die B 99 Katschberg Straße von der B 159 Salzachtal Straße bis Eben und weiter über Obertauern in den Lungau
- im Oberlauf führt die L 219 Filzmooser Landesstraße über Filzmoos, Fortstzg. Stmk. L 711 Ramsauerstraße zur B 320 bei Schladming
- über St. Martin am Tennengebirge zweigt die B 166 Pass Gschütt Straße ab, die über das Lammertal zurück nach Hallein, und in das Innere Salzkammergut führt

Außerdem verläuft im Tal die Ennstalbahn Bischofshofen – Selzthal, also die Bahnachse Innsbruck/Salzburg – Graz.